# Juan Pablo Molyneux
Pour les articles homonymes, voir Molyneux.
Juan Pablo Molyneux né en 1946 au Chili est un architecte-décorateur chilio-américain.
Installé à New York dans l'Upper East Side puis à Paris dans le Marais, il est le concepteur de l'intérieur de plusieurs résidences privées, bâtiments publics et clubs privés en Amérique, en Europe et au Moyen-Orient. Il est un représentant du style classique.

## Biographie
Le  père de Juan Pablo Molyneux est banquier. Il étudie à l'université pontificale catholique du Chili et remporte en 1967 un concours pour un projet local de logements destiné à des travailleurs.
Il propose alors au musée national des Beaux-Arts de Santiago du Chili une exposition sur les meubles, les textiles, les tapis et les céramiques ; lorsque la directrice, également amie de la famille, lui demande quels designers il aimerait voir présenter, il répond " moi ", ce qu'elle accepte devant l'audace du jeune homme.
Il se marie au milieu des années 1970 avec Pilar Valdivieso et part en 1976 pour Buenos Aires. Après avoir travaillé en Argentine et effectué plusieurs travaux aux États-Unis, il déménage et s'installe à New York en 1982.
Ayant également étudié à Paris à l'École nationale supérieure des beaux-arts et à l'École du Louvre, il délaisse le style minimaliste — inspiré, dans le domaine architectural et décoratif, par Walter Gropius, Le Corbusier ou encore Mies van der Rohe —, en vogue durant le XXe siècle (« on aurait dit que l'architecture était née au XXe siècle » déclare-t-il) pour se tourner vers le maximalisme, s'inspirant des architectes et des décorateurs de l'Ancien Régime français (notamment Jules Hardouin-Mansart et Ange-Jacques Gabriel) ou des références anglaises, asiatiques ou antiques, ce goût du luxe plaisant à sa clientèle russe et moyen-orientale. Bertrand du Vignaud, ancien président du World Monuments Fund estime ainsi qu'« à travers le passé, Juan Pablo Molyneux propose une interprétation du présent. Il ne demande pas à ses clients à se transformer en Marie-Antoinette, il leur propose de vivre dans un monde tout à fait actuel mais enrichi de tout ce qui l'a précédé. Sa démarche n'a rien à voir avec celle d'un conservateur de musée qui doit tout garder en l'état sans changer quoi que ce soit ».
Il a notamment réalisé la construction du palais de 4 000 m2 du cheikh Hamad bin Suhaim Al Thani (en) à Doha (Qatar) et la propriété de 18 ha de l'oligarque belgo-kazakh Patokh Chodiev près de Moscou. Il s'est également occupé de la décoration du salon russe du palais des Nations à Genève, inauguré le 1er mars 2006, et du pavillon des rencontres du parc du palais Constantin, près de Saint-Pétersbourg.
À Paris, il a proposé l'idée originale d'édifier une réplique de l'ancien palais des Tuileries, figurée sur toile et montée sur échafaudage au même endroit, ce à quoi un ministre[Lequel ?] lui a répondu qu'il était inenvisageable de réinstaurer un symbole de la monarchie.
Il possède à Paris un hôtel particulier, l'hôtel Passart, au 4, rue Chapon dans le Marais (construit par l'architecte Gabriel Soulignac entre 1618 et 1620, pour Claude Passart le notaire et secrétaire du roi Louis XIII), qu'il a complètement restauré, et le château de Pouy-sur-Vannes dans l'Aube.
Il a été fait Chevalier dans l'Ordre des Arts et des Lettres par le Ministre français de la Culture et de la Communication, Monsieur Renaud Donnedieu de Vabres, le 1er décembre 2004.
Deux ouvrages ont été édités sur les réalisations de Juan Pablo Molyneux :
Molyneux, Rizzoli 1997.
Juan Pablo Molyneux at home - Juan Pablo Molyneux en ses demeures, Assouline 2016.

## Sources
- (en) Cet article est partiellement ou en totalité issu de l’article de Wikipédia en anglais intitulé « Juan Pablo Molyneux » (voir la liste des auteurs).

1. 1 2 3 4  Joshua Levine, « Fastes & furious », Vanity Fair, n°37, juillet 2016, pages 100-107.
2. ↑  « Le “château de la Légion” vendu à un architecte mondialement connu », sur le site de L'Est-Éclair, 24 janvier 2013 (consulté le 1er avril 2017).